# Aleksandr Szyrko
Aleksandr Pietrowicz Szyrko (ros. Александр Петрович Ширко, ur. 24 listopada 1976 w Moskwie) – piłkarz rosyjski grający na pozycji napastnika. W swojej karierze rozegrał 6 meczów reprezentacji Rosji, w których strzelił 1 gola.

## Kariera klubowa
Swoją karierę piłkarską Szyrko rozpoczął w klubie Spartak Moskwa. W 1995 roku awansował do kadry pierwszego zespołu Spartaka i wtedy też zadebiutował w nim w Priemjer Lidze. W latach 1996–2001 sześciokrotnie z rzędu wywalczył ze Spartakiem tytuł mistrza Rosji. W 1998 roku zdobył ze Spartakiem Puchar Rosji.
W połowie 2001 roku Szyrko odszedł ze Spartaka do innego moskiewskiego klubu, Torpeda. Występował w nim do końca 2003 roku. W 2004 roku został piłkarzem Szynnika Jarosław. Wiosną 2005 przeszedł do Tereka Grozny, ale w połowie roku wrócił do Szynnika. W 2007 roku znów zmienił klub i został piłkarzem Tomu Tomsk. Z kolei w 2009 roku występował w Pierwszej Dywizji, w MWD Rossii Moskwa. W nim też zakończył swoją karierę.
| Sezon | Klub              | Kraj  | Rozgrywki        | Mecze | Bramki |
| ----- | ----------------- | ----- | ---------------- | ----- | ------ |
| 1996  | Spartak Moskwa    | Rosja | Priemjer-Liga    | 22    | 5      |
| 1997  | Spartak Moskwa    | Rosja | Priemjer-Liga    | 26    | 7      |
| 1998  | Spartak Moskwa    | Rosja | Priemjer-Liga    | 13    | 5      |
| 1999  | Spartak Moskwa    | Rosja | Priemjer-Liga    | 27    | 9      |
| 2000  | Spartak Moskwa    | Rosja | Priemjer-Liga    | 24    | 11     |
| 2001  | Spartak Moskwa    | Rosja | Priemjer-Liga    | 15    | 3      |
| 2001  | Torpedo Moskwa    | Rosja | Priemjer-Liga    | 11    | 5      |
| 2002  | Torpedo Moskwa    | Rosja | Priemjer-Liga    | 22    | 10     |
| 2003  | Torpedo Moskwa    | Rosja | Priemjer-Liga    | 28    | 7      |
| 2004  | Szynnik Jarosław  | Rosja | Priemjer-Liga    | 27    | 7      |
| 2005  | Terek Grozny      | Rosja | Priemjer-Liga    | 3     | 0      |
| 2005  | Szynnik Jarosław  | Rosja | Priemjer-Liga    | 10    | 4      |
| 2006  | Szynnik Jarosław  | Rosja | Priemjer-Liga    | 24    | 2      |
| 2007  | Tom Tomsk         | Rosja | Priemjer-Liga    | 13    | 2      |
| 2008  | Tom Tomsk         | Rosja | Priemjer-Liga    | 15    | 1      |
| 2009  | MWD Rossii Moskwa | Rosja | Pierwyj diwizion | 12    | 1      |

## Kariera reprezentacyjna
W reprezentacji Rosji Szyrko zadebiutował 31 marca 1999 roku w wygranym 6:1 meczu eliminacji do Euro 2000 z Andorą. W swojej karierze grał też w eliminacjach do MŚ 2002. Od 1999 do 2001 roku rozegrał w kadrze Rosji 6 meczów i zdobył w nich 1 bramkę.
| Mecze i gole w reprezentacji | Mecze i gole w reprezentacji | Mecze i gole w reprezentacji | Mecze i gole w reprezentacji | Mecze i gole w reprezentacji | Mecze i gole w reprezentacji | Mecze i gole w reprezentacji |
| #                            | Data                         | Stadion                      | Rywal                        | Wynik                        | Gol                          | Rozgrywki                    |
| 1999                         | 1999                         | 1999                         | 1999                         | 1999                         | 1999                         | 1999                         |
| ---------------------------- | ---------------------------- | ---------------------------- | ---------------------------- | ---------------------------- | ---------------------------- | ---------------------------- |
| 1.                           | 31.03.1999                   | Moskwa, Rosja                | Andora                       | 6:1                          | 0                            | el. ME 2000                  |
| 2.                           | 04.09.1999                   | Moskwa, Rosja                | Armenia                      | 2:0                          | 0                            | el. ME 2000                  |
| 3.                           | 08.09.1999                   | Andorra La Vella, Andora     | Ukraina                      | 2:1                          | 0                            | el. ME 2000                  |
| 2000                         |                              |                              |                              |                              |                              |                              |
| 4.                           | 23.02.2000                   | Hajfa, Izrael                | Izrael                       | 1:4                          | 0                            | towarzyski                   |
| 2001                         |                              |                              |                              |                              |                              |                              |
| 5.                           | 01.09.2001                   | Lublana, Słowenia            | Słowenia                     | 1:2                          | 0                            | el. MŚ 2002                  |
| 6.                           | 05.09.2001                   | Thorshavn, Wyspy Owcze       | Wyspy Owcze                  | 3:0                          | 1                            | el. MŚ 2002                  |